# Faun Fables
Faun Fables es una banda estadounidense de Oakland, California fundada por la artista Dawn McCarthy en 1997. Además de sus creaciones propias Faun Fables también realiza versiones de composiciones del siglo XX de otros compositores y canciones populares tradicionales. La música de su primer álbum es enteramente de McCarthy, al igual que todas las letras y la mayor parte de la música de Mother Twilight. Todos los álbumes excepto el primero son colaboraciones con Nils Frykdahl, inspirados en el trabajo anterior de McCarthy y el personaje teatral "Dawn the Faun".

## Colaboraciones
Frykdahl es conocido por su trabajo con Sleepytime Gorilla Museum e Idiot Flesh. Dan Rathbun, un colaborador de largo recorrido de Frykdahl, produjo los dos álbumes más recientes y masterizó Mother Twilight. Los álbumes y espectáculos también cuentan con colaboraciones con:
- miembros de la familia Sheila Bosco (Autobody; Drumhead; Flaming Fire; zBug), Brian McCarthy y su madre Michelina Tyrie;
- Matt Waldron de 'Irr App Ext';
- Robin Coomer de 'Loop! Station';
- Kirana Peyton de Blackbird Stitches;
- Isabel Douglass de Rupa & the April Fishes;
- Noe Venable;
- Will Oldham;
- Dan Rathbun del Sleepytime Gorilla Museum (bajo)

## Actuaciones
Entre las influencias de McCarthy se encuentran la música británica, la escandinava y la música de los Apalaches y de Europa del Este. Sus espectáculos a menudo contienen elementos teatrales, siendo habituales en ellos la danza y los espectáculos de marionetas . Su música ha sido comparada con Ewa Demarczyk y con artistas neo-psico-folk como Devendra Banhart y Current 93. La música de Transit Rider es una toma completa de Ewa Demarczyk

### The Transit Rider
Esta es una ambiciosa interpretación y documentación multimedia de un ciclo de canciones titulado The Transit Rider.

## Discografía
| Lanzamiento           | Título                 | Sello        | Información extra                            |
| --------------------- | ---------------------- | ------------ | -------------------------------------------- |
| 1999                  | Early Song             | (no oficial) | Reeditado el 24 de agosto de 2004; Drag City |
| 2001                  | Mother Twilight        | Earthlight   | Reeditado el 24 de agosto de 2004; Drag City |
| 24 de febrero de 2004 | Family Album           | Drag City    |                                              |
| 16 de marzo de 2006   | The Transit Rider      | Drag City    | Performance                                  |
| 19 de octubre de 2010 | Light of a Vaster Dark |              | Performance                                  |
| 22 de julio de 2016   | Born of the Sun        | Drag City    |                                              |

## Miembros

### Actuales
- Dawn McCarthy: compositora, voz, guitarras, percusión, stomping, autoharp, gamelan
- Nils Frykdahl: compositor, guitarras, flautas, voz, percusión, autoharp, escoba

### Pasados
- Sheila Bosco: voz, percusión
- Kirana Peyton: bajo, voz, percusión, armonio
- Meredith Yayanos: violín, theremin, voz, percusión

The Transit Rider North America Tour 2006:
- Jenya Chernoff: batería, bajo, voz
- Matt Lebofsky: guitarra, bajo, guitarra warr, voz